# María de Jesús Zepeda y Cosío
María de Jesús Zepeda y Cosío (Ciudad de México, 8 de julio de 1821 - ibid., 19 de marzo de 1857) fue una compositora y cantante mexicana del siglo XIX.

## Biografía
María de Jesús Zepeda y Cosío nació el 8 de julio de 1821 en la Ciudad de México, y fue bautizada el día después en San Miguel Arcángel. Hija de Luis Zepeda y Mariana Gómez de Cosío, y hermana de José Manuel Marcelino Luis Gonzaga (1823) y María Petra Manuela (1827).

### Formación musical
Tomó sus primeras clases con José María Oviedo Lozano, pianista poblano nacido en 1809, el cual también fue maestro de Felipe Larios y Julio Ituarte. 
En 1840 participó en una celebración del 24 de diciembre llamada La Calenda de Noche Buena, organizada por don Basilio Guerra, la cual fue narrada por Isidro Gondra en el Semanario así como por Madame Calderón de la Barca, elogiando la voz de la cantante:

La voz más hermosa que casi haya yo oído nunca, es la de la señorita Cosío (…) Tal profundidad, tanto volumen, extensión y dulzura, con tanta riqueza de tono en las notas altas, rara vez se dan juntos (…) Otras hay, cuyas voces son mucho más cultivadas y que poseen infinitamente más escuela; pero al hablar de la señorita Cosío me estoy refiriendo a sus facultades naturales(p.77).

En dicho evento se dio a conocer ante el público el talento que la acompañaba. Adela Césari famosa cantante de ópera, estuvo presente en la Calenda, y ofreció darle clases, las cuales María de Jesús Zepeda aceptó. También recibió clases de doña Anaida Castellan.
Fue mencionada en el libro El Museo Mexicano, escrito en 1845 por L.V., en él se habla de ella como cantante de mérito que es capaz de cantar ópera italiana sin tener que haber ido hasta esas tierras para aprenderlo. Pero también se menciona que fue difícil su debut debido a los prejuicios de la sociedad de esta época.
El 20 de septiembre de 1845 se dio al fin el debut de María de Jesús Zepeda y Cosío donde L.V. escribió:  

nos mostró que la dulce voz de las mexicanas podía expresar los acentos tristes o alegres, frívolos o sentimentales, apasionados o delirantes de Beatriz, Lucrecia, Antonina y Norma

María de Jesús comenzó a ser considerada un referente artístico dando una nueva perspectiva del género femenino, donde la dulzura y delicadeza está marcada, pero también la voz femenina es capaz de producir otros sentimientos de mayor fuerza.  

## Obra

### Los Valses
En el tomo llamado Los Valses del tomo II que fue publicado el 7 de abril de 1841 aparece Valse de los Lamentos de autoría de María De Jesús Zepeda y Cosío, el segundo de los valses es de Margarita Hernández el cual lleva por nombre Valse a la memoria de los desgraciados días del quince de Julio de 1840; este segundo publicado el 10 de agosto de 1841. El Valse de Los Lamentos fue acompañado por un breve texto en el cual habla de la historia de la música, para después de esto aparecer la composición musical.

Elaborado en Mi bemol mayor y su relativa menor en Do, el “Valse de Los Lamentos” de Ma. de Jesús da muestra de la existencia de una armonía sencilla y básica donde prevalece la transición entre la tónica y la dominante.

Posteriormente, al año siguiente tomó clases con Adela Césari de Roca, a la cual le dedicó su segundo vals, el cual fue publicado por García Torres..
En 1845, comenzó a impartir clases en la Casa de Enseñanza para niñas, en este mismo año se integró a la Compañía de ópera italiana. El 20 de noviembre cantó Lucrecia Borgía. Posteriormente, el 9 de diciembre se lleva a cabo un evento a beneficio suyo, en el cual canta La despedida de Vicente Blanco, compositor mexicano. 
Ya en el segundo vals de autoría de María de Jesús Zepeda y Cosío que como anteriormente se ha mencionado fue creado para Adela Césari, que hizo de María una excelente cantante mediante las clases que le impartió. En este segundo vals se logra observar una mayor armonía, este vals fue publicado en 1842, cuando se cree que tenía 19 años.  

## Muerte
Se conoce de la fecha de su muerte por la publicación del Diario de Avisos el 19 de marzo del año 1857:

DEFUNCIÓN. - Con verdadero sentimiento anunciamos la sensible pérdida de la apreciable Srita. D.ª MARIA DE JESUS CEPEDA Y COSÍO, acaecida el domingo anterior. Aunque hacía tiempo se hallaba acometida de una enfermedad, ésta no era tan grave que hiciera temer por su vida, y por consiguiente su muerte inesperada y casi repentina, ha sido doblemente sensible para su familia y sus numerosos amigos.

La Srita. Cosío era jóven muy estimada por sus bellas prendas, y su talento músico fue justamente apreciado por todos sus compatriotas, que mil veces tuvieron ocasión de aplaudirla. Aún se conserva en México viva la memoria de los triunfos que la Srita. Cosío adquirió hace algún tiempo, antes de que una tenaz enfermedad de la garganta la hubiera privado de cantar; y aquella época en que embelesaba a los habitantes de México, que acudían presurosos al gran teatro a escuchar su hermosa voz, no se olvida ni se olvidará en mucho tiempo.

La muerte ha venido a cortar antes de tiempo los hilos de la vida de una persona apreciable por mil títulos; y nosotros que correspondemos el dolor en que tal perdida ha venido a hundir a la familia y a los sinceros amigos de la Srita. Cosío los acompañamos en él, y rogamos al Ser Eterno les dé la resignación necesaria para sobrellevar tan funesto golpe.